# Татомир Володимир Степанович
Володи́мир Степа́нович Татоми́р (нар. 17 липня 1983 — пом. 28 серпня 2014) — молодший сержант Збройних сил України, учасник російсько-української війни.

## Короткий життєпис
Народився 1983 року в селі Романівка (Дзержинський район, Житомирська область). Створив родину; виховували сина.
В часі війни — гранатометник 42-го батальйону територіальної оборони ЗС України Кіровоградської області «Рух Опору».
28 серпня військовики рухалися на вантажівці «Урал» та потрапили у засідку терористів між Новокатеринівкою та Ленінським; у бою загинули сержант 42-го БТРО Юрій Кириєнко, солдати Дмитро Ільгільдінов, Анатолій Лифар, Ілля Письмений, дещо віддаленіше — Євген Мельничук, Володимир Татомир, Максим Харченко.
Знайдений пошуковою групою «Місія „Евакуація-200“» («Чорний тюльпан») 25 вересня 2014-го. Похований у місті Дніпро на Краснопільському цвинтарі.
Без Володимира лишились мама та син.

## Нагороди та вшанування
За особисту мужність і героїзм, виявлені у захисті державного суверенітету та територіальної цілісності України, вірність військовій присязі під час російсько-української війни, відзначений — нагороджений:
- 17 липня 2015 року — орденом «За мужність» III ступеня (посмертно).[1]
- Його портрет розміщений на меморіалі «Стіна пам'яті полеглих за Україну» у Києві: секція 3, ряд 4, місце 22
- Вшановується 29 серпня на щоденному ранковому церемоніалі вшанування українських захисників, які загинули цього дня у різні роки внаслідок російської збройної агресії[2]
- Іловайський Хрест (посмертно)